# Grand Prix automobile de Mosport 1999
Navigation
Édition suivante

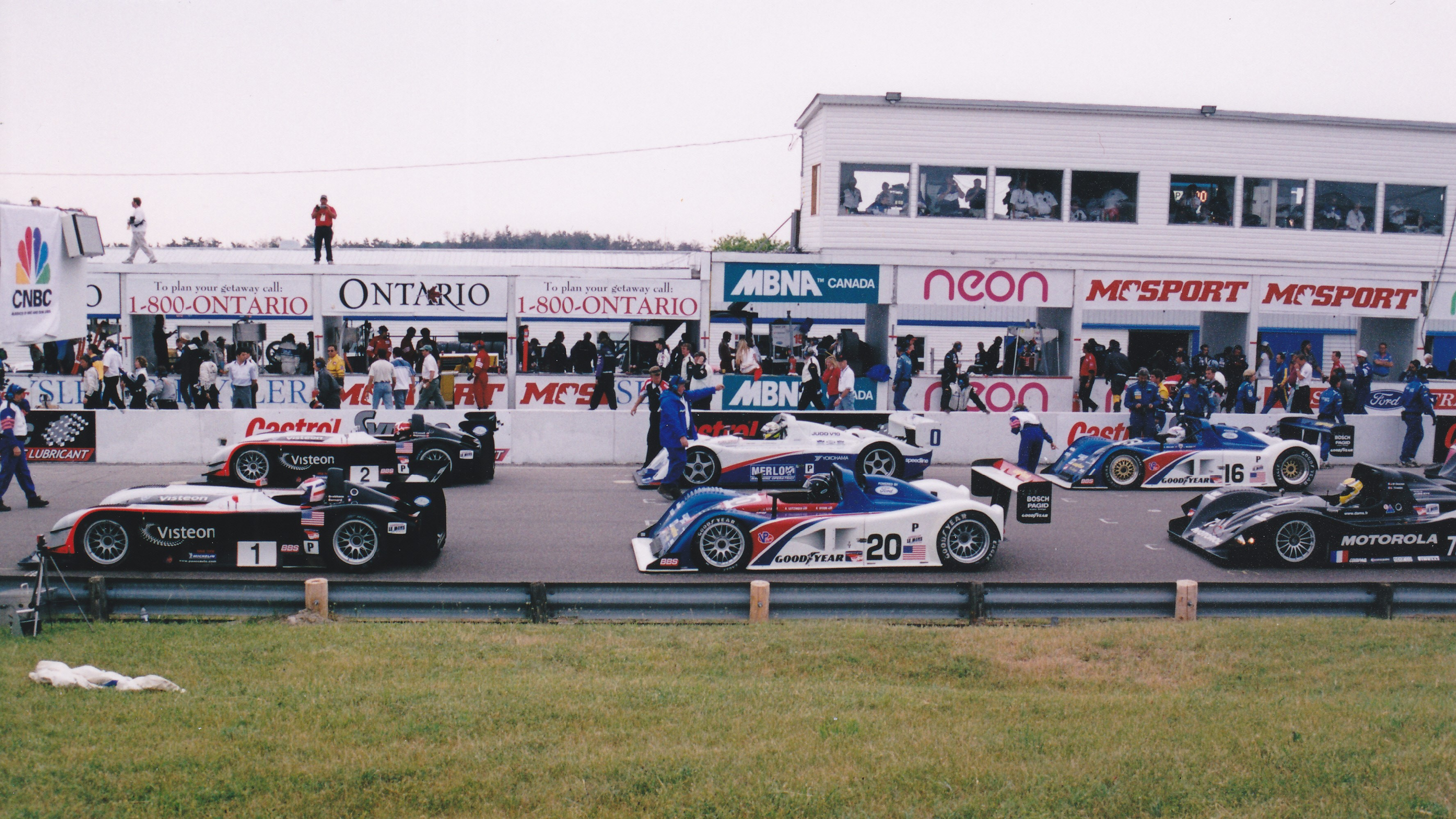

Le Grand Prix de Mosport 1999 (American Le Mans Series The Grand Prix At Mosport 1999), disputé sur le 27 juin 1999 sur le circuit de Mosport est la troisième manche de American Le Mans Series 1999. Il est remporté par la Panoz LMP-1 Roadster-S no 2, pilotée par Johnny O'Connell et Jan Magnussen.

## Course

### Classement de la course
Classement final de la course (vainqueurs de catégorie en gras), :
| Pos.   | Catégorie | N° | Écurie                                | Pilotes                                  | Châssis                    | Pneus | Tours/Abandon |
| Pos.   | Catégorie | N° | Écurie                                | Pilotes                                  | Moteur                     | Pneus | Tours/Abandon |
| ------ | --------- | -- | ------------------------------------- | ---------------------------------------- | -------------------------- | ----- | ------------- |
| 1      | LMP       | 2  | Panoz Motor Sports                    | Johnny O'Connell Jan Magnussen           | Panoz LMP-1 Roadster-S     | M     | 122           |
| 1      | LMP       | 2  | Panoz Motor Sports                    | Johnny O'Connell Jan Magnussen           | Ford (Élan-Yates) 6.0 L V8 | M     | 122           |
| 2      | LMP       | 1  | Panoz Motor Sports                    | David Brabham Éric Bernard               | Panoz LMP-1 Roadster-S     | M     | 122           |
| 2      | LMP       | 1  | Panoz Motor Sports                    | David Brabham Éric Bernard               | Ford (Élan-Yates) 6.0 L V8 | M     | 122           |
| 3      | LMP       | 0  | Team Rafanelli SRL                    | Érik Comas Mimmo Schiattarella           | Riley & Scott Mk III       | Y     | 122           |
| 3      | LMP       | 0  | Team Rafanelli SRL                    | Érik Comas Mimmo Schiattarella           | Judd GV4 4.0 L V10         | Y     | 122           |
| 4      | LMP       | 20 | Dyson Racing                          | Butch Leitzinger Elliott Forbes-Robinson | Riley & Scott Mk III       | G     | 121           |
| 4      | LMP       | 20 | Dyson Racing                          | Butch Leitzinger Elliott Forbes-Robinson | Ford 5.0 L V8              | G     | 121           |
| 5      | LMP       | 11 | Doyle-Risi Racing                     | Max Angelelli Didier de Radiguès         | Ferrari 333 SP             | P     | 120           |
| 5      | LMP       | 11 | Doyle-Risi Racing                     | Max Angelelli Didier de Radiguès         | Ferrari F310E 4.0 L V12    | P     | 120           |
| 6      | LMP       | 38 | Champion Racing                       | Allan McNish Ralf Kelleners              | Porsche 911 GT1 Evo        | M     | 119           |
| 6      | LMP       | 38 | Champion Racing                       | Allan McNish Ralf Kelleners              | Porsche 3.2 L Turbo Flat-6 | M     | 119           |
| 7      | LMP       | 12 | Doyle-Risi Racing                     | Alex Caffi Wayne Taylor                  | Ferrari 333 SP             | P     | 118           |
| 7      | LMP       | 12 | Doyle-Risi Racing                     | Alex Caffi Wayne Taylor                  | Ferrari F310E 4.0 L V12    | P     | 118           |
| 8      | LMP       | 27 | Doran Enterprises                     | Didier Theys Fredy Lienhard              | Ferrari 333 SP             | M     | 117           |
| 8      | LMP       | 27 | Doran Enterprises                     | Didier Theys Fredy Lienhard              | Ferrari F310E 4.0 L V12    | M     | 117           |
| 9      | LMP       | 06 | Multimatic Motorsports                | Scott Maxwell Ken Wilden                 | Lola B98/10                | P     | 116           |
| 9      | LMP       | 06 | Multimatic Motorsports                | Scott Maxwell Ken Wilden                 | Ford 5.1 L V8              | P     | 116           |
| 10     | LMP       | 15 | Hybrid R&D                            | Chris Bingham Ross Bentley               | Riley & Scott Mk III       | Y     | 115           |
| 10     | LMP       | 15 | Hybrid R&D                            | Chris Bingham Ross Bentley               | Ford 5.0 L V8              | Y     | 115           |
| 11     | GTS       | 91 | Dodge Viper Team Oreca                | Olivier Beretta David Donohue            | Dodge Viper GTS-R          | M     | 111           |
| 11     | GTS       | 91 | Dodge Viper Team Oreca                | Olivier Beretta David Donohue            | Dodge 8.0 L V10            | M     | 111           |
| 12     | GTS       | 92 | Dodge Viper Team Oreca                | Karl Wendlinger Tommy Archer             | Dodge Viper GTS-R          | M     | 111           |
| 12     | GTS       | 92 | Dodge Viper Team Oreca                | Karl Wendlinger Tommy Archer             | Dodge 8.0 L V10            | M     | 111           |
| 13     | LMP       | 63 | Downing Atlanta                       | Jim Downing A.J. Smith                   | Kudzu DLY                  | G     | 110           |
| 13     | LMP       | 63 | Downing Atlanta                       | Jim Downing A.J. Smith                   | Mazda R26B 2.6 L 4-Rotor   | G     | 110           |
| 14     | GTS       | 55 | Saleen/Allen Speedlab                 | Terry Borcheller Ron Johnson             | Saleen Mustang SR          | P     | 109           |
| 14     | GTS       | 55 | Saleen/Allen Speedlab                 | Terry Borcheller Ron Johnson             | Ford 8.0 L V8              | P     | 109           |
| 15     | LMP       | 28 | Intersport Racing                     | Jon Field Martin Guimont                 | Lola B98/10                | G     | 108           |
| 15     | LMP       | 28 | Intersport Racing                     | Jon Field Martin Guimont                 | Ford (Roush) 6.0 L V8      | G     | 108           |
| 16     | GT        | 23 | Alex Job Racing                       | Cort Wagner Dirk Müller                  | Porsche 911 Carrera RSR    | Y     | 108           |
| 16     | GT        | 23 | Alex Job Racing                       | Cort Wagner Dirk Müller                  | Porsche 3.8 L Flat-6       | Y     | 108           |
| 17     | GT        | 10 | Prototype Technology Group            | Christian Menzel Hans-Joachim Stuck      | BMW M3                     | Y     | 106           |
| 17     | GT        | 10 | Prototype Technology Group            | Christian Menzel Hans-Joachim Stuck      | BMW 3.2 L I6               | Y     | 106           |
| 18     | GTS       | 99 | Schumacher Racing                     | Larry Schumacher John O'Steen            | Porsche 911 GT2            | M     | 106           |
| 18     | GTS       | 99 | Schumacher Racing                     | Larry Schumacher John O'Steen            | Porsche 3.6 L Turbo Flat-6 | M     | 106           |
| 19     | GT        | 7  | Prototype Technology Group            | Brian Cunningham Johannes van Overbeek   | BMW M3                     | Y     | 105           |
| 19     | GT        | 7  | Prototype Technology Group            | Brian Cunningham Johannes van Overbeek   | BMW 3.2 L I6               | Y     | 105           |
| 20     | GTS       | 04 | CJ Motorsport                         | John Graham John Morton                  | Porsche 911 GT2            | Y     | 100           |
| 20     | GTS       | 04 | CJ Motorsport                         | John Graham John Morton                  | Porsche 3.6 L Turbo Flat-6 | Y     | 100           |
| 21     | GT        | 40 | Team PRC                              | Scott Peeler Geoff Auberlen              | Porsche 911 GT3 Cup        | G     | 100           |
| 21     | GT        | 40 | Team PRC                              | Scott Peeler Geoff Auberlen              | Porsche 3.6 L Flat-6       | G     | 100           |
| 22     | GT        | 03 | Reiser Callas Rennsport               | Grady Willingham Joel Reiser             | Porsche 911 Carrera RSR    | P     | 99            |
| 22     | GT        | 03 | Reiser Callas Rennsport               | Grady Willingham Joel Reiser             | Porsche 3.8 L Flat-6       | P     | 99            |
| 23     | GT        | 22 | Alex Job Racing                       | Mike Fitzgerald Darryl Havens            | Porsche 911 Carrera RSR    | Y     | 99            |
| 23     | GT        | 22 | Alex Job Racing                       | Mike Fitzgerald Darryl Havens            | Porsche 3.8 L Flat-6       | Y     | 99            |
| 24     | GT        | 02 | Reiser Callas Rennsport               | Johnny Mowlem Craig Stanton              | Porsche 911 Carrera RSR    | P     | 98            |
| 24     | GT        | 02 | Reiser Callas Rennsport               | Johnny Mowlem Craig Stanton              | Porsche 3.8 L Flat-6       | P     | 98            |
| 25 DNF | LMP       | 75 | DAMS                                  | Jean-Marc Gounon Christophe Tinseau      | Lola B98/10                | P     | 97            |
| 25 DNF | LMP       | 75 | DAMS                                  | Jean-Marc Gounon Christophe Tinseau      | Judd GV4 4.0 L V10         | P     | 97            |
| 26     | GTS       | 56 | Martin Snow Racing                    | Martin Snow Kelly Collins                | Porsche 911 GT2            | M     | 97            |
| 26     | GTS       | 56 | Martin Snow Racing                    | Martin Snow Kelly Collins                | Porsche 3.6 L Turbo Flat-6 | M     | 97            |
| 27     | GT        | 76 | Team ARE                              | Peter Argetsinger Richard Polidori       | Porsche 911 Carrera RSR    | Y     | 92            |
| 27     | GT        | 76 | Team ARE                              | Peter Argetsinger Richard Polidori       | Porsche 3.8 L Flat-6       | Y     | 92            |
| 28 DNF | LMP       | 16 | Dyson Racing                          | Andy Wallace James Weaver                | Riley & Scott Mk III       | G     | 83            |
| 28 DNF | LMP       | 16 | Dyson Racing                          | Andy Wallace James Weaver                | Ford 5.0 L V8              | G     | 83            |
| 29     | GT        | 6  | Prototype Technology Group            | Peter Cunningham Mark Simo               | BMW M3                     | Y     | 81            |
| 29     | GT        | 6  | Prototype Technology Group            | Peter Cunningham Mark Simo               | BMW 3.2L I6                | Y     | 81            |
| 30 DNF | GTS       | 83 | Chiefie Motorsports                   | Andy Pilgrim Zak Brown                   | Porsche 911 GT2            | P     | 72            |
| 30 DNF | GTS       | 83 | Chiefie Motorsports                   | Andy Pilgrim Zak Brown                   | Porsche 3.6 L Turbo Flat-6 | P     | 72            |
| 31 DNF | LMP       | 18 | Dollahite Racing                      | Bill Dollahite Mike Davies               | Ferrari 333 SP             | P     | 61            |
| 31 DNF | LMP       | 18 | Dollahite Racing                      | Bill Dollahite Mike Davies               | Ferrari F310E 4.0 L V12    | P     | 61            |
| 32 DNF | GT        | 17 | GT Contemporary Motorsports           | Mike Conte Nick Holt                     | Porsche 911 Carrera RSR    | Y     | 11            |
| 32 DNF | GT        | 17 | GT Contemporary Motorsports           | Mike Conte Nick Holt                     | Porsche 3.8 L Flat-6       | Y     | 11            |
| 33 DNF | LMP       | 36 | Doran Enterprises Jim Matthews Racing | Anthony Lazzaro Jim Matthews             | Ferrari 333 SP             | M     | 8             |
| 33 DNF | LMP       | 36 | Doran Enterprises Jim Matthews Racing | Anthony Lazzaro Jim Matthews             | Ferrari F310E 4.0 L V12    | M     | 8             |
| DNS    | LMP       | 42 | BMW Motorsport Schnitzer Motorsport   | JJ Lehto Jörg Müller                     | BMW V12 LMR                | M     | -             |
| DNS    | LMP       | 42 | BMW Motorsport Schnitzer Motorsport   | JJ Lehto Jörg Müller                     | BMW S70 6.0 L V12          | M     | -             |
| DNS    | LMP       | 43 | BMW Motorsport Schnitzer Motorsport   | Joachim Winkelhock Bill Auberlen         | BMW V12 LMR                | M     | -             |
| DNS    | LMP       | 43 | BMW Motorsport Schnitzer Motorsport   | Joachim Winkelhock Bill Auberlen         | BMW S70 6.0 L V12          | M     | -             |